# آرتوری ایلماری ویرتانن
آرتوری ایلماری ویرتانن (۱۵ ژانویه ۱۸۹۵–۱۱ نوامبر ۱۹۷۳) شیمیدان فنلاندی است که در سال ۱۹۴۵ برای مطالعات و نوآوری‌هایش در زمینهٔ کشاورزی و مواد غذایی شیمیایی، بویژه روشش در نگهداری علوفه موفق به دریافت جایزه نوبل شیمی شد.